# Hervé Alicarte
Hervé Alicarte (Perpignano, 7 ottobre 1974) è un ex calciatore francese, di ruolo difensore.

## Biografia
È il fratello minore di Bruno Alicarte, anch'egli calciatore.

## Caratteristiche tecniche
Il suo ruolo naturale era quello di difensore centrale.

## Carriera
Esordì in Ligue 1 a 20 anni il 14 ottobre 1994.

## Palmarès

### Club
- Campionato francese: 1

Bordeaux: 1998-1999
- Coppa di Lega francese: 1

Bordeaux: 2001-2002